# Kanton Villebois-Lavalette
Villebois-Lavalette is een voormalig kanton van het Franse departement Charente. Het kanton maakte deel uit van het arrondissement Angoulême tot het op 22 maart 2015 werd opgeheven en de gemeenten werden opgenomen in het op die dag gevormde kanton Tude-et-Lavalette.

## Gemeenten
Het kanton Villebois-Lavalette omvatte de volgende gemeenten:
- Blanzaguet-Saint-Cybard
- Charmant
- Chavenat
- Combiers
- Dignac
- Édon
- Fouquebrune
- Gardes-le-Pontaroux
- Gurat
- Juillaguet
- Magnac-Lavalette-Villars
- Ronsenac
- Rougnac
- Sers
- Torsac
- Vaux-Lavalette
- Villebois-Lavalette (hoofdplaats)